# Small Apartments

Small Apartments est un film américain réalisé par Jonas Åkerlund en 2012 d'après un roman de Chris Millis.

## Synopsis
Il raconte l'histoire de Franklin Franklin, joué par Matt Lucas, qui tue par erreur son propriétaire, joué par Peter Stormare.

## Fiche technique
- Réalisation : Jonas Åkerlund
- Scénario : Chris Millis d'après un de ses romans
- Montage : Christian Larson
- Musique : Per Gessle
- Durée : 96 minutes
- Date de sortie : 10 mars 2012

## Distribution
- Matt Lucas : Franklin Franklin
- James Caan : M. Allspice
- Juno Temple : Simone
- Saffron Burrows : Francine
- Peter Stormare : M. Olivetti
- Johnny Knoxville : Tommy Balls
- Rebel Wilson : Rocky
- James Marsden : Bernard Franklin
- DJ Qualls : Artie
- Dolph Lundgren : Dr. Sage Mennox
- Billy Crystal : Burt Walnut
- Tara Holt : Amber
- Noel Gugliemi : Dog Walker
- David Koechner : détective O'Grady